# Equus capensis
Equus capensis je vyhynulý druh zebry, která žila v období pleistocénu v jižní Africe. Dosahovala výšky až 2 metry. Jako první tento druh v roce 1909 popsal paleontolog Robert Broom.